# Dasyprocta fuliginosa
Dasyprocta fuliginosa é uma espécie de roedor da família Dasyproctidae.
Pode ser encontrada no Brasil, Colômbia, Equador, Peru, e Venezuela.
Uma das maiores cutias, com comprimento cabeça-corpo entre 54 e 76 cm, comprimento da cauda 2 a 4 cm, comprimento do retropé 1,2 a 1,45 cm, e peso entre 3,5 e 6 kg. Distingue-se pelas partes superiores inteiramente pretas, finamente acinzentadas pelas pontas brancas dos pelos. Pêlos da garupa pretos, cauda preta, assim como os pés; garganta branca ou fortemente cinzento; ventre castanho escuro e mais ou menos cinza com branco.